# Peter Žiga
Peter Žiga, né le 27 juillet 1972 à Košice, est un homme politique slovaque membre d'HLAS – social-démocratie (HLAS-SD). Il est ministre de l'Environnement entre 2012 et 2016, puis ministre de l'Économie jusqu'en 2020.

## Biographie

### Formation et vie professionnelle
Il étudie la gestion des entreprises entre 1990 et 1995 à l'université d'économie de Bratislava. Il travaille ensuite dans le secteur privé, occupant des postes de dirigeant.
En 2009, il passe un doctorat à l'université technique de Košice.

### Engagement politique
Il est élu député au Conseil national de la République slovaque en 2006 et devient aussitôt secrétaire d'État au ministère de l'Économie. Réélu parlementaire en 2010, Peter Žiga est nommé ministre de l'Environnement le 4 avril 2012, à la formation du second gouvernement du président du gouvernement social-démocrate Robert Fico.
Le 23 mars 2016, il devient ministre de l'Économie dans le gouvernement Fico III.